# Cienfuegosia heterophylla
Cienfuegosia heterophylla là một loài thực vật có hoa trong họ Cẩm quỳ. Loài này được (Vent.) Garcke mô tả khoa học đầu tiên năm 1860.